# Benins herrlandslag i volleyboll
Benins herrlandslag i volleyboll representerar Benin i volleyboll på herrsidan. Laget kom på åttonde och sista plats vid allafrikanska spelen 1965 (då under namnet Dahomey).

### Fotnoter
1. ↑  ”African Games 1965” (på engelska). Volleybox. https://volleybox.net/men-african-games-1965-o6299. Läst 1 november 2023.